# شخض مفترش
شخض مفترش (الاسم العلمي:Justicia procumbens) هو نوع من النباتات يتبع جنس الشخض من الفصيلة الأقنتية.